# 片岡我童 (13代目)
十三代目 片岡 我童（かたおか がどう、明治43年（1910年）7月6日 - 平成5年（1993年）12月31日）は歌舞伎役者。本名は片岡 一（かたおか はじめ）。十三代目片岡仁左衛門とともに不振の上方歌舞伎の復興につとめ、また女形としても活躍した。
死後十四代目 片岡仁左衛門（じゅうよだいめ かたおか にざえもん）を追贈された（歴代仁左衛門では唯一の真女形）。

## 略歴
- 明治43年（1910年）7月6日、十二代目片岡仁左衛門の長男として大阪に生まれる。
- 大正6年（1917年）11月、本名の片岡一（はじめ）の名で中座で初舞台。
- 大正13年（1924年）片岡ひとしと改名。
- 昭和9年（1934年）6月、歌舞伎座で五代目片岡芦燕を襲名。
- 昭和11年（1936年）4月、松竹を脱退し東宝劇団に加入。
- 昭和14年（1939年）10月、松竹に復帰する。
- 昭和21年（1946年）3月、父、十二代目片岡仁左衛門が下男に殺される（片岡仁左衛門一家殺害事件）。
- 昭和30年（1955年）『神霊矢口渡』のお舟で十三代目片岡我童を襲名する（本来なら五代目になるが、父・十二代目仁左衛門の後継ぎという意味から十三代目を名乗った）。真女形として活躍。
- 昭和33年（1958年）には、はとこにあたる十三代目片岡仁左衛門らとともに「七人の会」を立ち上げて、不振の極みにあった関西歌舞伎の復興に努めた。
- 平成4年（1992年）京都南座顔見世での『河庄』のお庄が最後の舞台となった。
- 平成5年（1993年）12月31日、正月の飾りの花を買っての帰途、路上で花束を抱えたまま急死する。83歳だった。

## 当たり役
古風な上方色の濃い芸風で、晩年まで濃艶な容姿は衰えなかった。特に『廓文章』「吉田屋」（くるわぶんしょう・よしだや）の夕霧・おきさや『恋飛脚大和往来』「封印切」（こいびきゃく やまと おうらい・ふういんきり）のおえん、『心中天網島・河庄』のお庄、『仮名手本忠臣蔵・六段目』の一文字屋お才など、色街の女主人役がよく知られている。

## 家族
弟に二代目市村吉五郎、六代目片岡芦燕が、甥に十七代目市村家橘がいる。

## 逸話
芦燕時代、九代目市川高麗蔵（のちの十一代目市川團十郎）と愛人関係にあった。高麗蔵が市川三升の養子となる1940年（昭和15年）ごろまでその関係は続いたが、別れて以後、我童は来世で一緒になるために茶断ちを生涯続け、白湯と水以外は口にしなかったという。（関容子『海老蔵そして団十郎』、中川右介『団十郎と歌右衛門』）